# Pestxànoie (Primórie)
|  | Per a altres significats, vegeu «Pestxànoie». |

Pestxànoie (en rus: Песчаное) és un poble del krai de Primórie, a l'Extrem Orient de Rússia, que en el cens del 2010 tenia 280 habitants.